# Love (album de The Cult)
Pour les articles homonymes, voir Love.
Albums de The Cult
Dreamtime
(1984) Electric
(1987)
Love est le 2e album studio du groupe de rock britannique The Cult sorti en 1985. Il contient deux des plus gros hits du groupe : She Sells Sanctuary et Rain.
En 2009, le groupe célèbre ses 25 ans d'existence par la tournée Love Live Tour où ils interprètent cet album dans son intégralité.

## Liste des pistes
1. Nirvana
2. Big Neon Glitter
3. Love
4. Brother Wolf, Sister Moon
5. Rain
6. Phoenix
7. Hollow Man
8. Revolution
9. She Sells Sanctuary
10. Black Angel

## Certifications
| Pays                  | Certification |
| --------------------- | ------------- |
| Canada (Music Canada) | 2 × Platine   |
| États-Unis (RIAA)     | Or            |
| Royaume-Uni (BPI)     | Or            |